# Melanie Stansbury
Melanie Ann Stansbury (Farmington, Nou Mèxic, 31 de gener de 1979) és una científica i política estatunidenca. Candidata demòcrata, és membre d'ençà del 2019 de la Cambra de Representants de Nou Mèxic del 28è districte. Arran de la seva victòria a les eleccions especials del 2021 és la representant electa dels Estats Units pel 1r districte congressual de Nou Mèxic, succeint així a la demòcrata Deb Haaland.